# Caligo telemachus
Caligo telemachus är en fjärilsart som beskrevs av William Chapman Hewitson 1850. Caligo telemachus ingår i släktet Caligo och familjen praktfjärilar. Inga underarter finns listade i Catalogue of Life.